# Kovács István (labdarúgó, 1992)
Kovács István Ádám (Szombathely, 1992. március 27. –) magyar labdarúgó, középpályás, a Győri ETO játékosa. A 2011-es év utánpótlás labdarúgója.

## Pályafutása

### Klubcsapatokban
Karrierjét szülővárosában, Szombathelyen kezdte, az Illés Akadémia labdarúgójaként. A magyar bajnokság első osztályában 2009. május 13-án a Győri ETO ellen mutatkozott be. A mérkőzésen Rajos Gábor helyére küldte be a nyolcvanegyedik percben edzője, Csertői Aurél. Első gólját 2011. szeptember 17-én szerezte, a Lombard Pápa ellen. A vasi megyeszékhelyen eltöltött idő alatt tizennyolc bajnokin két találatot ért el.

#### MOL Fehérvár
A 2012. téli átigazolási időszakban igazolt a Videoton csapatához. 2016 végéig szóló szerződést írt alá új klubjánál.
Paulo Sousa, a csapat akkori vezetőedzője, így nyilatkozott Kovács érkezéséről:
"Nagyon nagy öröm számomra, hogy az egyik legnagyobb fiatal magyar tehetség mostantól a mi labdarúgónk. De megkockáztatom, hogy jelenleg ő az elsőszámú magyar tehetség."
A székesfehérvári csapatban március 18-án a Debreceni VSC ellenében mutatkozott be. A tavaszi szezonban összesen tíz találkozón kapott szerepet.
A 2012–13-as szezonra beverekedte magát a kezdőcsapatba, ennek köszönhetően szeptember 29-én megszerezte az első gólját fehérvári színekben, a Paksi FC gárdája ellen. A Videoton Európa-liga szerepléséből nyolc meccsen, összesen 162 perc játékidővel vette ki a részét.
Tíz évig volt a klub játékosa, 296 tétmérkőzésen 26 gólt szerzett és 37 gólpasszt adott.

#### Győri ETO
2022 augusztusában az NB II-ben szereplő Győri ETO-hoz igazolt.

### A válogatottban
Többszörös utánpótlás válogatott. A felnőtt válogatottba 2013. március 11-én kapott meghívót Egervári Sándor szövetségi kapitánytól, a 2013. március 22-i Románia, illetve a március 26-i Törökország elleni vb-selejtezőkre. A válogatottba nem sikerült bejátszania magát 2013-ban mindössze egy tét és egy barátságos mérkőzésen szerepelt. A románok elleni tétmérkőzésen történt becserélése után kaptuk azt a gólt, melyet a 92. percben Chipciu értékesített. A selejtező mérkőzések során ez a találat nagyban hozzájárult, hogy nem tudott a magyar labdarúgó válogatott sorozatban már a nyolcadik alkalommal kijutni a világbajnokság döntőjére. 2014 júniusában hívta vissza Pintér Attila a válogatottba. Játszott a Kazahsztán elleni győztes és a szövetségi kapitány lemondását eredményező Észak-Írország elleni mérkőzésen.

## Sikerei, díjai
Videoton
- NB I
  - bajnok (2) – 2014–15, 2017–18
  - ezüstérmes (4) – 2015–16, 2016–17, 2018–19, 2019–20
  - bronzérmes (1) – 2020–21
- Magyar Kupa
  - győztes – 2018–2019
  - döntős – 2014–15
- Magyar Szuperkupa
  - győztes – 2012
- Magyar Ligakupa
  - győztes – 2011–12

## Statisztika

### Klubcsapatokban
2022. december 4-én lett frissítve.
| Klub           | Szezon         | Bajnokság     | Bajnokság | Kupa          | Kupa  | Ligakupa      | Ligakupa | Nemzetközi kupa | Nemzetközi kupa | Összesen      | Összesen |
| Klub           | Szezon         | Pályára lépés | Gólok     | Pályára lépés | Gólok | Pályára lépés | Gólok    | Pályára lépés   | Gólok           | Pályára lépés | Gólok    |
| -------------- | -------------- | ------------- | --------- | ------------- | ----- | ------------- | -------- | --------------- | --------------- | ------------- | -------- |
| Haladás        | 2008–09        | 1             | 0         | 0             | 0     | 7             | 0        | 0               | 0               | 8             | 0        |
| Haladás        | 2009–10        | 1             | 0         | 1             | 0     | 4             | 0        | 0               | 0               | 6             | 0        |
| Haladás        | 2010–11        | 1             | 0         | 1             | 0     | 1             | 0        | 0               | 0               | 3             | 0        |
| Haladás        | 2011–12        | 15            | 2         | 2             | 0     | 1             | 0        | 0               | 0               | 18            | 2        |
| Haladás        | Összesen       | 18            | 2         | 4             | 0     | 13            | 0        | 0               | 0               | 35            | 2        |
| Videoton       | 2011–12        | 10            | 0         | 4             | 0     | 4             | 0        | 0               | 0               | 18            | 0        |
| Videoton       | 2012–13        | 29            | 4         | 5             | 2     | 4             | 0        | 8               | 0               | 46            | 6        |
| Videoton       | 2013–14        | 23            | 1         | 2             | 0     | 2             | 0        | 2               | 0               | 29            | 1        |
| Videoton       | 2014–15        | 26            | 5         | 6             | 0     | 5             | 1        | 0               | 0               | 37            | 6        |
| Videoton       | 2015–16        | 26            | 4         | 5             | 1     | -             | -        | 6               | 0               | 37            | 5        |
| Videoton       | 2016–17        | 12            | 0         | 3             | 1     | -             | -        | 2               | 1               | 17            | 2        |
| Videoton       | 2017–18        | 20            | 1         | 2             | 0     | -             | -        | 1               | 0               | 23            | 1        |
| Videoton       | 2018–19        | 32            | 4         | 9             | 0     | -             | -        | 14              | 0               | 55            | 4        |
| Videoton       | 2019–20        | 30            | 2         | 5             | 0     | -             | -        | 2               | 0               | 37            | 2        |
| Videoton       | 2020–21        | 3             | 0         | 1             | 0     | -             | -        | 0               | 0               | 4             | 0        |
| Videoton       | 2021–22        | 7             | 0         | 1             | 0     | -             | -        | 1               | 0               | 9             | 0        |
| Videoton       | Összesen       | 218           | 21        | 44            | 4     | 15            | 1        | 36              | 1               | 313           | 27       |
| Győri ETO      | 2022–23        | 15            | 2         | 2             | 0     | 0             | 0        | 0               | 0               | 17            | 2        |
| Győri ETO      | Összesen       | 15            | 2         | 2             | 0     | 0             | 0        | 0               | 0               | 17            | 2        |
| Karrier összes | Karrier összes | 251           | 25        | 50            | 4     | 28            | 1        | 36              | 1               | 365           | 31       |

### Válogatottban
| Magyarország | Magyarország | Magyarország |
| Év           | Mérk.        | Gólok        |
| ------------ | ------------ | ------------ |
| 2013         | 2            | 0            |
| 2014         | 3            | 0            |
| 2015         | –            | –            |
| 2016         | –            | –            |
| 2017         | –            | –            |
| 2018         | 5            | 0            |
| 2019         | 5            | 0            |
| Összesen     | 15           | 0            |

### Mérkőzései a válogatottban
| Magyarország | Magyarország         | Magyarország                          | Magyarország | Magyarország | Magyarország   | Magyarország    | Magyarország | Magyarország |
| #            | Dátum                | Helyszín                              | Hazai        | Eredmény     | Vendég         | Kiírás          | Gólok        | Esemény      |
| ------------ | -------------------- | ------------------------------------- | ------------ | ------------ | -------------- | --------------- | ------------ | ------------ |
| 1.           | 2013. március 22.    | Budapest, Puskás Ferenc Stadion       | Magyarország | 2 – 2        | Románia        | vb-selejtező    | -            | 80'          |
| 2.           | 2013. augusztus 14.  | Budapest, Puskás Ferenc Stadion       | Magyarország | 1 – 1        | Csehország     | barátságos      | -            | a szünetben  |
| 3.           | 2014. június 7.      | Budapest, Puskás Ferenc Stadion       | Magyarország | 3 – 0        | Kazahsztán     | barátságos      | -            | 55'          |
| 4.           | 2014. szeptember 7.  | Budapest, Groupama Aréna              | Magyarország | 1 – 2        | Észak-Írország | Eb-selejtező    | -            | 70'          |
| 5.           | 2014. november 18.   | Budapest, Groupama Aréna              | Magyarország | 1 – 2        | Oroszország    | barátságos      | -            | a szünetben  |
| 6.           | 2018. szeptember 8.  | Tampere, Tampere Stadion              | Finnország   | 1 – 0        | Magyarország   | Nemzetek Ligája | -            | 61'          |
| 7.           | 2018. szeptember 11. | Budapest, Groupama Aréna              | Magyarország | 2 – 1        | Görögország    | Nemzetek Ligája | -            | 81'          |
| 8.           | 2018. október 12.    | Athén, Olimpiai Stadion               | Görögország  | 1 – 0        | Magyarország   | Nemzetek Ligája | -            | 55'          |
| 9.           | 2018. október 15.    | Tallinn, A. Le Coq Aréna              | Észtország   | 3 – 3        | Magyarország   | Nemzetek Ligája | -            |              |
| 10.          | 2018. november 15.   | Budapest, Groupama Aréna              | Magyarország | 2 – 0        | Észtország     | Nemzetek Ligája | -            |              |
| 11.          | 2019. március 21.    | Nagyszombat, Anton Malatinský Stadion | Szlovákia    | 2 – 0        | Magyarország   | Eb-selejtező    | -            |              |
| 12.          | 2019. szeptember 5.  | Podgorica, Podgoricai Stadion         | Montenegró   | 2 – 1        | Magyarország   | barátságos      | -            | a szünetben  |
| 13.          | 2019. október 13.    | Budapest, Groupama Aréna              | Magyarország | 1 – 0        | Azerbajdzsán   | Eb-selejtező    | -            | 86'          |
| 14.          | 2019. november 15.   | Budapest, Puskás Aréna                | Magyarország | 1 – 2        | Uruguay        | barátságos      | -            | 54'          |
| 15.          | 2019. november 19.   | Cardiff, Cardiff City Stadion         | Wales        | 2 – 0        | Magyarország   | Eb-selejtező    | -            | 60'          |
|              | Összesen             |                                       |              | 15           | mérkőzés       |                 | 0            | gól          |